# Le Retour du vampire
Pour plus de détails, voir Fiche technique et Distribution.
Le Retour du vampire (El ataúd del vampiro) est un film d'épouvante fantastique mexicain sorti en 1958.
C'est la suite des Proies du vampire du même réalisateur sorti l'année précédente.

## Fiche technique
- Titre original mexicain : El ataúd del vampiro[1],[2]
- Titre français : Le Retour du vampire[3] ou Le Cercueil du vampire[4]
- Réalisation : Fernando Méndez
- Scénario : Ramón Obón, Alfredo Salazar, Raúl Zenteno
- Photographie : Víctor Herrera
- Montage : Alfredo Rosas Priego
- Musique : Gustavo César Carrión
- Décors : Alfredo Rosas Priego
- Maquillage : Ana Guerrero
- Production : Abel Salazar
- Société de production : Cinematográfica ABSA
- Pays de production :  Mexique
- Langue originale : espagnol
- Format : Noir et blanc - 1,37:1 - Son mono - 35 mm
- Genre : Film d'épouvante
- Durée : 95 minutes
- Date de sortie : 
  - Mexique : 28 août 1958
  - France : 1976[4] ; 4 octobre 2006 (DVD)

## Distribution
- Abel Salazar : Dr. Enrique Saldívar
- Ariadna Welter (es) : Marta González
- Germán Robles (es) : Comte Karol de Lavud
- Yerye Beirute (es) : Barraza
- Alicia Montoya (es) : María Teresa
- Guillermo Orea (es) : Dr. Mendoza
- Carlos Ancira (es) : le gérant du musée
- Antonio Raxel (es) : le directeur de la clinique
- Alicia Rodríguez